# Hyptiotes puebla
Espèce
Hyptiotes puebla est une espèce d'araignées aranéomorphes de la famille des Uloboridae.

## Distribution
Cette espèce se rencontre aux États-Unis au Texas, au Nouveau-Mexique, en Arizona et en Utah et au Mexique au Coahuila,,.

## Description
Les mâles mesurent 2,8 mm en moyenne et les femelles 4 mm.

## Publication originale
- Muma & Gertsch, 1964 : The spider family Uloboridae in North America north of Mexico. American Museum Novitates, no 2196, p. 1-43 (texte intégral).